# Mark Flekken
Mark Flekken (* 13. Juni 1993 in Kerkrade) ist ein niederländischer Fußballtorhüter. Er wurde hauptsächlich bei Alemannia Aachen ausgebildet und schaffte später den Sprung in die Bundesliga und die Premier League. Zur Saison 2025/26 wechselte er zu Bayer 04 Leverkusen.

## Karriere

### Verein
Mark Flekken wuchs im limburgischen Bocholtz an der deutschen Grenze auf. Er stammt aus einer Fußballerfamilie: Seine Eltern René und Annie spielten früher selber Fußball, sein jüngerer Bruder Roy wurde auch Torwart. Mark Flekken begann seine Karriere in der Jugend von RKVV WDZ aus Bocholtz, ehe er in die Jugend von Roda JC Kerkrade wechselte. 2009 wechselte er über die Grenze in die Jugendmannschaften des damaligen Zweitligisten Alemannia Aachen. Am 22. September 2011 erhielt Flekken einen Profivertrag.
In der Winterpause der Drittligasaison 2012/13 wurde Flekken von Trainer René van Eck zum neuen Aachener Stammtorhüter bestimmt, nachdem sich der finanziell angeschlagene Verein von Michael Melka getrennt hatte. Er gab am 26. Januar 2013 beim 2:0 im Heimspiel gegen den 1. FC Saarbrücken sein Profidebüt.
Zur Saison 2013/14 wechselte Flekken zum Zweitligisten SpVgg Greuther Fürth. Dort kam er als Ersatztorhüter in drei Jahren nur zu drei Ligaeinsätzen. Zur Saison 2016/17 entschied er sich für einen Wechsel zum Drittligisten MSV Duisburg, wo er die Rückennummer 1 erhielt.
Am 7. August 2016 erzielte Mark Flekken in der 94. Spielminute per Hacke den Treffer zum 1:1-Ausgleich im Spiel der 3. Liga beim VfL Osnabrück. Es war das erste Feldtor eines Torwarts in der Vereinsgeschichte des MSV Duisburg.
Am 24. Februar 2018 erlangte Flekken zweifelhafte Berühmtheit durch ein Tor des Ingolstädters Stefan Kutschke gegen ihn: Nach einem wegen Abseits nicht gegebenen Duisburger Tor führte Ingolstadt den Freistoß schnell aus und erzielte den 1:1-Ausgleich, während einige Duisburger noch mit dem Schiedsrichter diskutieren wollten und sich Flekken gerade seine im Tor auf dem Boden liegende Trinkflasche nahm. Diese wurde anschließend für einen guten Zweck versteigert. Duisburg gewann 2:1. Aufgrund der Kuriosität des Tores gewann Flekken die Wahl zum „Kacktor des Monats“ bei Zeiglers wunderbare Welt des Fußballs mit über 90 % der Stimmen.
Zur Saison 2018/19 unterschrieb er einen Vertrag beim Bundesligisten SC Freiburg. Am 34. Spieltag der Saison 2018/19 gab er im Spiel gegen den 1. FC Nürnberg sein Bundesligadebüt. Flekken war zunächst für die Rolle der Nummer zwei hinter Alexander Schwolow vorgesehen. Nach dessen Abgang vor Beginn der Saison 2020/21 wurde er zum neuen Stammtorhüter ernannt, zog sich aber wenig später beim Aufwärmen für die Pokalbegegnung mit dem SV Waldhof Mannheim eine komplizierte Ellenbogenverletzung zu und musste fast die ganze Saison pausieren. Währenddessen wurde er von dem aus Mainz ausgeliehenen Florian Müller vertreten. Erst zum 31. Spieltag konnte er ins Tor der 1. Mannschaft zurückkehren; zuvor hatte er mit Freiburgs U-21 in der Regionalliga Südwest wieder Spielpraxis gesammelt.
Flekken startete als Stammtorwart in die Saison 2021/22 und belegte nach zehn Spielen ohne Niederlage in Folge mit den Freiburgern den dritten Tabellenplatz, zu dem er mit der ligaweit besten Quote an abgewehrten Schüssen beigetragen hatte.
Zur Saison 2023/24 wechselte Flekken zum FC Brentford in die englische Premier League, wo er zwei Jahre aktiv war.
Mitte 2025 erhielt er bei Bayer 04 Leverkusen einen Vertrag für drei Spielzeiten.

### Nationalmannschaft
Flekken wurde im Herbst 2021 vom niederländischen Bondscoach Louis van Gaal als dritter Torhüter hinter Jasper Cillessen und Justin Bijlow erstmals in den Nationalmannschaftskader für die WM-Qualifikationsspiele gegen Lettland und Gibraltar berufen. Bei zwei Freundschaftsspielen Ende März 2022 hatte er schließlich seine ersten Einsätze in der Nationalmannschaft.

## Privates
Flekken ist verheiratet und hat eine Tochter.

## Auszeichnungen
- Wahl in die VDV 11: 2021/22
- Die weiße Weste für die Saison 2022/23 (13 Spiele ohne Gegentor)